# Recoleta (Chile)
Recoleta es una comuna ubicada en el sector norte de la ciudad de Santiago, capital de Chile. Es parte de la Provincia de Santiago, que pertenece a la Región Metropolitana de Santiago. Su actual alcalde es Fares Jadue Leiva (PCCh).
Limita al norte con la comuna de Huechuraba, al oeste con las comunas de Independencia y Conchalí, al este con la comuna de Providencia y Vitacura, teniendo al Cerro San Cristóbal como barrera geográfica y al sur con la comuna de Santiago, teniendo como frontera natural el río Mapocho.

## Historia

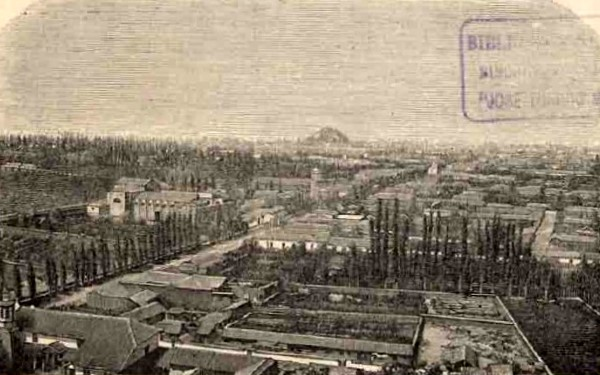
Ilustración de Recoleta en 1872

### Prehistoria
La ocupación humana del sector Recoleta viene desde hace más de 14.000, desde el paleoindio, pasando por el periodo de Caza y recolección. En el período agroalfarero temprano empiezan a aparecer estructuras como las piedras tacitas en el Cerro Blanco en donde se molian semillas de espino para hacer arena y se efectuaban ritos.

### Periodo inca
Recoleta fue un antiguo sector de La Chimba. Durante casi 100 años los incas dominaron el Valle de Mapocho.

### Conquista española
En octubre de 1540, Pedro de Valdivia y sus huestes, en las que se incluía a su amante Inés Suárez al cerro Huechuraba armando vivac en la cima del mismo, en donde había un pucará, que servía para vigilar el guangualí picunche de Mapocho. En la cima creó la primera ermita católica en la que se adoraría al Dios católico. En esos momentos había una guerra civil al saber que el poder inca estaba en merma.Los Curacas Michimalonko y Tangalonko discutían su poder. El gobernador del Collasuyo, Quilicanta estaba en desmedro. El 13 de febrero de 1541 día de Santa Lucía se dipuso a cruzar el brazo norte del Mapocho porque ese día era el Solsticio de invierno boreal. Un sacerdote jesuita que lo acompañaba le había advertido que ese día se iniciaba un ciclo metónico. Subió al Cerro Huelén en donde presenció el amanecer.

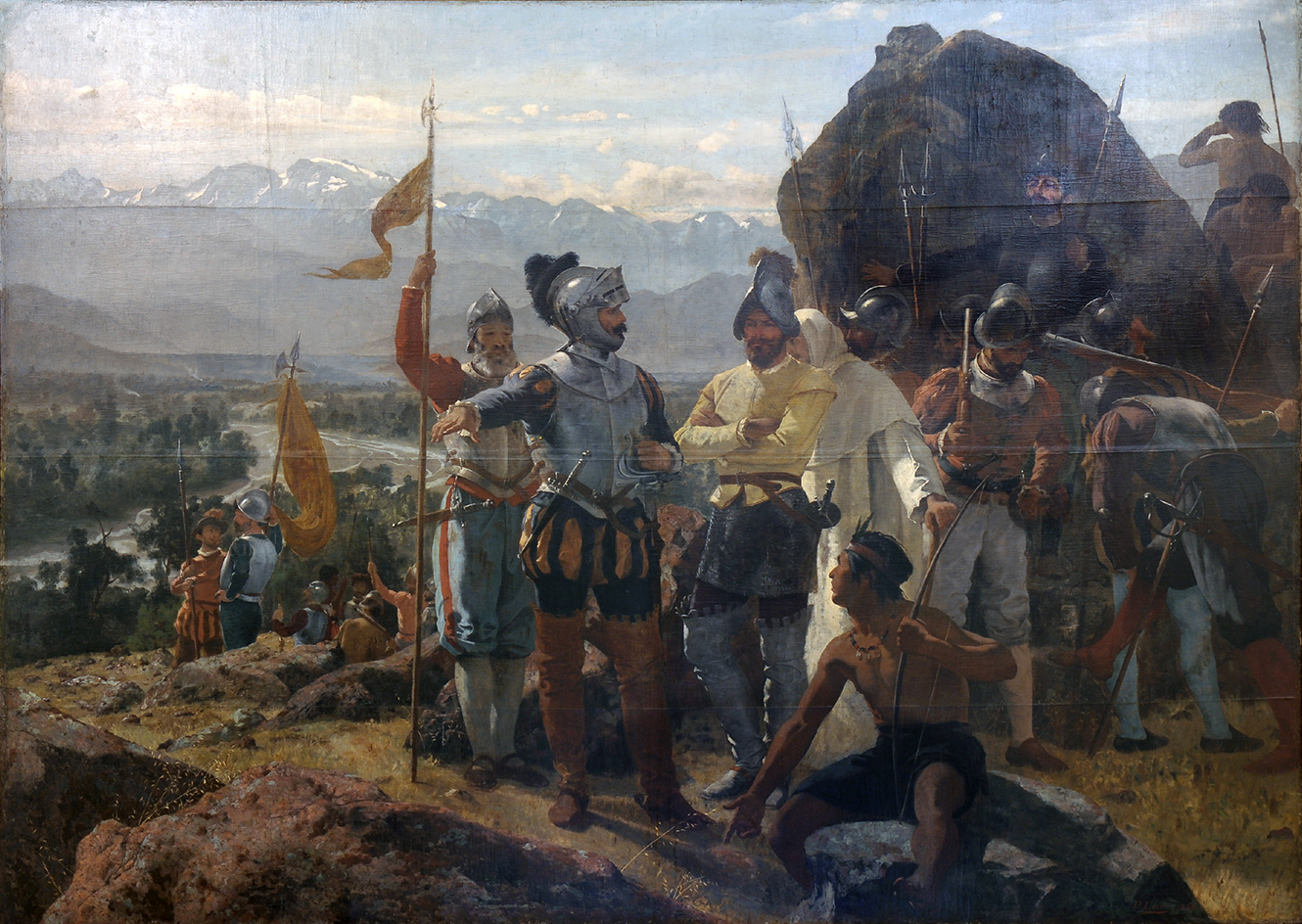
Valdivia en la cima del Cerro Huelen

 Tras convencer a Quilicanta de su poder, este lo siguió.

#### Ciudad inca bajo Santiago de Chile
La alineación de la Plaza de Armas, el cerro Santa Lucía y Cerro El Abanico, con la salida del sol durante el solsticio de verano, y el cerro San Cristóbal que corta el perfil del Plomo-Littoria durante el solsticio de invierno, es un hecho físico, concreto e indiscutible.

"A mí lo que me llamaba la atención es por qué Valdivia se equivocó en poner la Plaza donde no es el centro, la debía haber puesto en la mitad, es así en todas las ciudades, bueno es que no la puso él, la Plaza ya existía, se llamaba 'Kancha', tal cual como cancha de futbol y era incásica, y antes de los incas ya era un sector ceremonial por estas alineaciones calendáricas. Santiago en el fondo no tiene 500 años, Santiago tiene 2000 años de antigüedad"....."Pedro de Valdivia no la descubrió, porque sabía que venía acá, sabía ya a la salida de Cusco que existía aquí un poblado que era centro administrativo incásico aquí en el Valle (…) Además venía como ayudante de él Pedro Gómez de Don Benito que había venido con (Diego de) Almagro seis años antes y había pasado por Santiago".
Investigador Alexis López Tapia a El Mercurio

El investigador Rubén Stehberg del Museo y Gonzalo Sotomayor de la Universidad Andrés Bello reunieron las pruebas de las investigaciones presentadas en 1976, más documentos históricos; y a esto agregaron nuevas evidencias de que bajo la ciudad del casco viejo de Santiago se encontraba la ocupación Tawantinsuyu incaica en los cursos medios de los ríos Mapocho y Maipo. La ocupación contaba con reyes y autoridades a lo largo de los valles hasta llegar a Mapocho, pero estos habrían sido muertos durante la conquista de Diego de Almagro. La ciudad incaica de Mapocho se la comparaba, según escritos demostrados en el estudio, como otra versión de Cuzco, un lugar en que prosperaba la minería y la agricultura. Se evidencia entonces que Pedro de Valdivia realmente no fundó Santiago, sino que viajó directamente a poblarla y tomar posesión de la ciudad.

#### Iglesia La Viñita

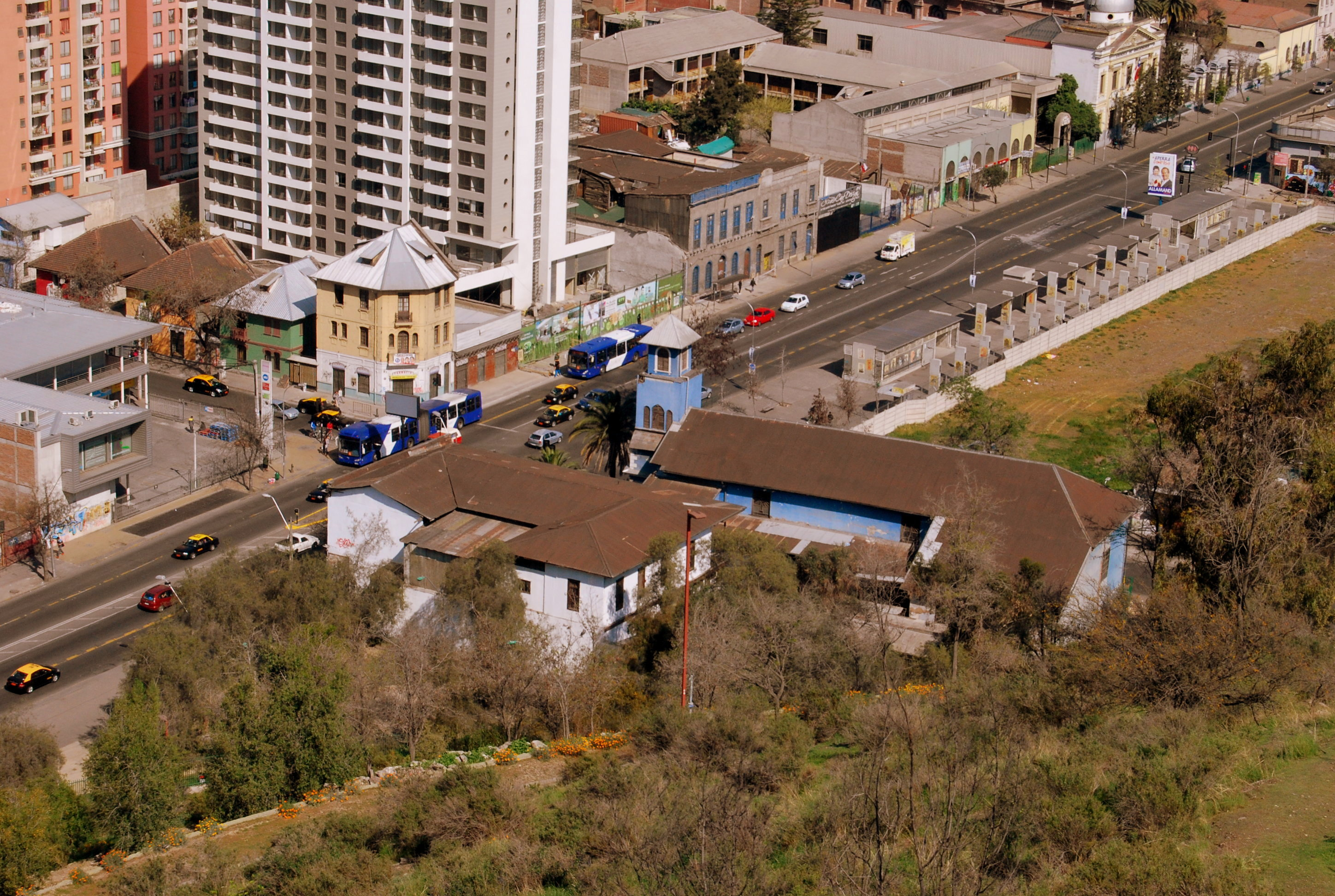
Vista de la iglesia desde la cima del cerro Blanco.

La Iglesia La Viñita, también denominada como Santuario de Nuestra Señora de Montserrat, es un templo católico ubicado en la intersección de la Avenida Recoleta con la calle Santos Dumont, a los pies del cerro Blanco, en la comuna de Recoleta, ciudad de Santiago, Chile. Sus orígenes se remontan a una ermita mandada a construir en 1545 por Inés de Suárez en el cerro, mientras que la construcción existente data de 1834. Fue declarada Monumento Nacional de Chile, en la categoría de Monumento Histórico, mediante el Decreto Supremo n.º 751, del 19 de noviembre de 1990.

### República de Chile
Durante el siglo XIX, formó parte del Departamento de Santiago como una Subdelegación. La comuna se crea mediante D.F.L. N° 1-3260 del año 1981, emitido por el gobierno de Augusto Pinochet, publicado en el Diario Oficial del 17 de mayo de 1981. Hasta diciembre de 1991 su territorio era administrado por las Municipalidades de Conchalí y Santiago. Mediante el D.F.L. N° 29-18 992 del año 1991 se crea la Municipalidad de Recoleta, la que a partir del 1 de enero de 1992 se hace cargo de la administración de la comuna.

## Medio ambiente

### Geomorfología y componentes abióticos

Trazado simplificado de los ecosistemas y cuerpos de agua presentes en la comuna de Recoleta.

La comuna de Recoleta se encuentra emplazada en la unidad geomorfológica de Cuenca de Santiago; y presenta según la clasificación climática de Köppen clima mediterráneo de lluvia invernal (Csb) y clima semiárido de lluvia invernal (BSk (s)). Esta además se halla en la cuenca hidrográfica de río Maipo. Además, la comuna posee diversos cuerpos de agua, entre los que se destacan el río Mapocho y el canal El Carmen.

### Componentes bióticos
Dentro del territorio de la comuna se podrían hallar los siguientes ecosistemas; sin embargo, debido a que la totalidad de su superficie se halla urbanizada, no existen vestigios de zonas naturales sin intervención humana:
- Bosque espinoso mediterráneo andino donde predominan Acacia caven y Baccharis paniculata (Vulnerable)
- Bosque espinoso mediterráneo interior donde predominan Acacia caven y Prosopis chilensis (Vulnerable)

### Medidas de protección ambiental y conflictos socioambientales
Hasta 2022, la comuna de Recoleta no cuenta con áreas territoriales destinadas a la protección ambiental.
Entre las áreas verdes que posee la comuna se encuentran:
- Cerro Blanco
- Parque Bicentenario de la Infancia
- Parque Mahuidahue
- Parque Metropolitano de Santiago (sector poniente)
- Parque Santa Mónica

## Demografía
Según los datos recolectados el 2002 en el censo del Instituto Nacional de Estadísticas, la comuna posee una superficie de 16 km² y una población de 148 220 habitantes, de los cuales 75 906 mujeres y 72 314 hombres. Un 0,00 % corresponde a población rural y un 100,00 % a población urbana. Según el censo de 2017, la comuna alberga a 157 851 habitantes, de los cuales 80 142 son mujeres y 77 709 son hombres. Recoleta acoge al 2,22 % de la población total de la región.

## Administración

### Municipalidad

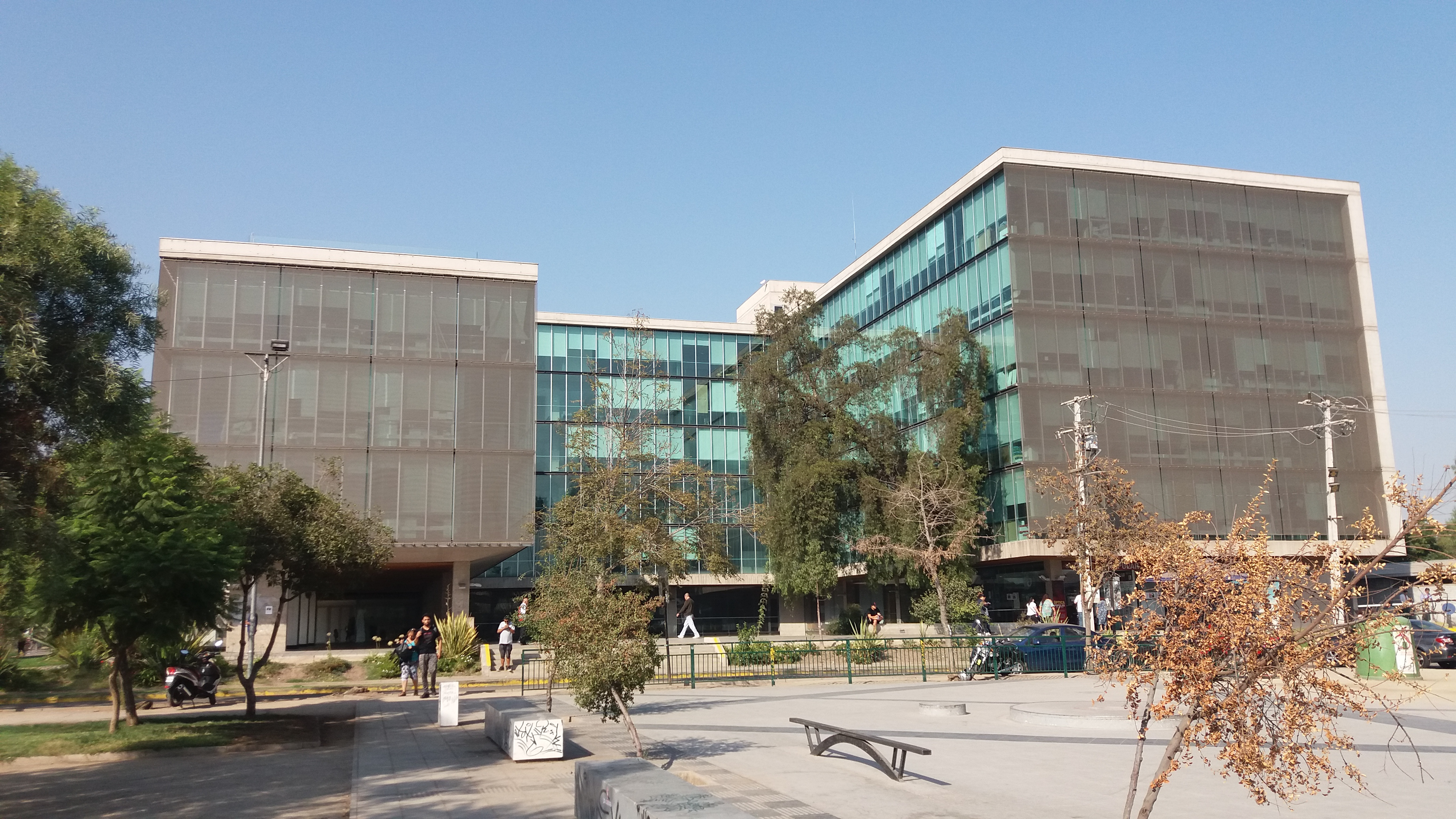
Edificio Municipal de Recoleta.

La Ilustre Municipalidad de Recoleta es dirigida desde julio de 2024 por Fares Jadue Leiva (Partido Comunista). En tanto en el periodo 2024-2028, el Concejo Municipal, cuya función es fiscalizadora, normativa y resolutiva, está conformado por:
- Marta Valera Aranda (Partido Republicano)
- Silvana Flores Cruz (Demócratas)
- Marcel Rosse Venegas (Renovación Nacional)
- Alejandra Muñoz Díaz (Unión Demócrata Independiente)
- Karen Garrido Ganga (Partido Comunista)
- Joceline Parra Delgadillo (Partido Comunista)
- Cristian Weibel Avendaño (Partido Comunista)
- Camila Henríquez Lara (Partido Socialista)

### Representación parlamentaria
Recoleta pertenece al Distrito Electoral n.º 9 y a la 7.ª Circunscripción Senatorial (Región Metropolitana). Es representada en la Cámara de Diputados del Congreso Nacional por los diputados Karol Cariola Oliva (PCCh), Érika Olivera de la Fuente (DEM), Andrés Giordano Salazar (FA), Maite Orsini Pascal (FA), Jorge Durán Espinoza (RN), Boris Barrera Moreno (PCCh) y José Carlos Meza (PRCh) en el periodo 2022-2026. 
A su vez, en el Senado la representan Fabiola Campillai Rojas (Ind), Claudia Pascual (PCCh), Luciano Cruz Coke (EVOP), Manuel José Ossandon (RN) y Rojo Edwards (PRCh) en el periodo 2022-2030.

## Economía
En 2018, la cantidad de empresas registradas en Recoleta fue de 6.832. El Índice de Complejidad Económica (ECI) en el mismo año fue de 1,84, mientras que las actividades económicas con mayor índice de Ventaja Comparativa Revelada (RCA) fueron Fabricación de Maquinaria de Oficina y Contabilidad (59,99), Diseñadores de Vestuario (34,48) y Fabricación de Galletas (30,74).

## Cultura

### Recoletanos
La comuna de Recoleta ha sido cuna de importantes figuras del ámbito cultural. Entre ellas destaca Pedro Lemebel, escritor, cronista y artista visual, reconocido por su obra que aborda temáticas de marginalidad y derechos humanos. También sobresale Peggy Cordero, actriz con una destacada trayectoria en el teatro, cine y televisión chilena.

## Lugares de interés

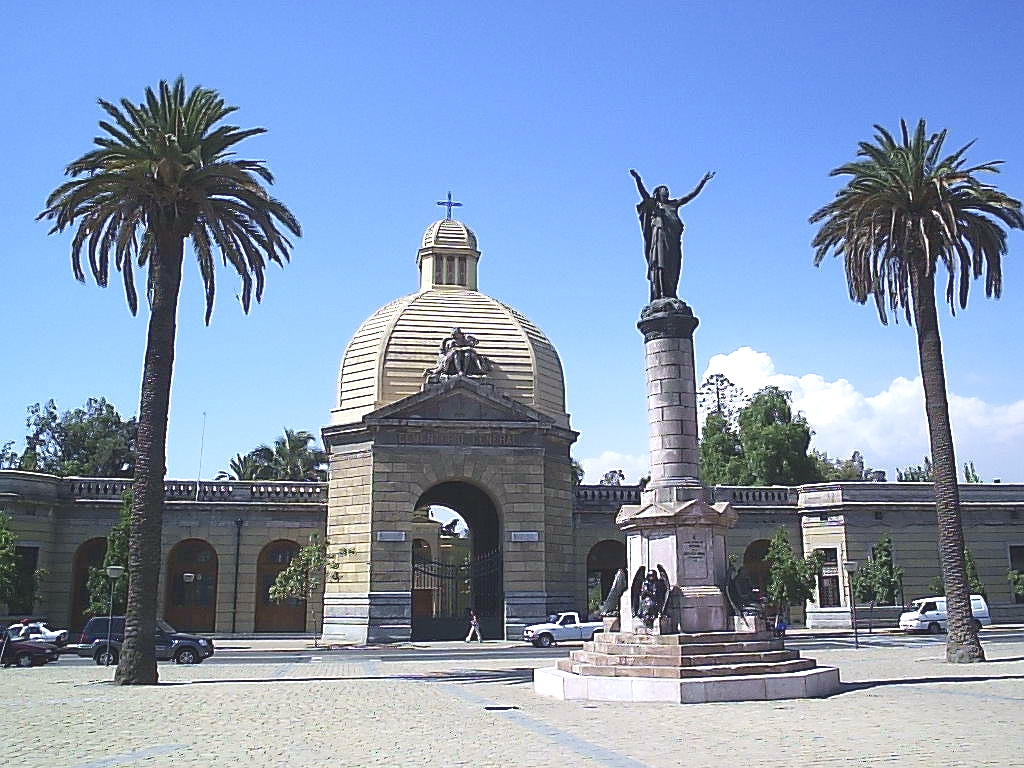
Cementerio General de Santiago

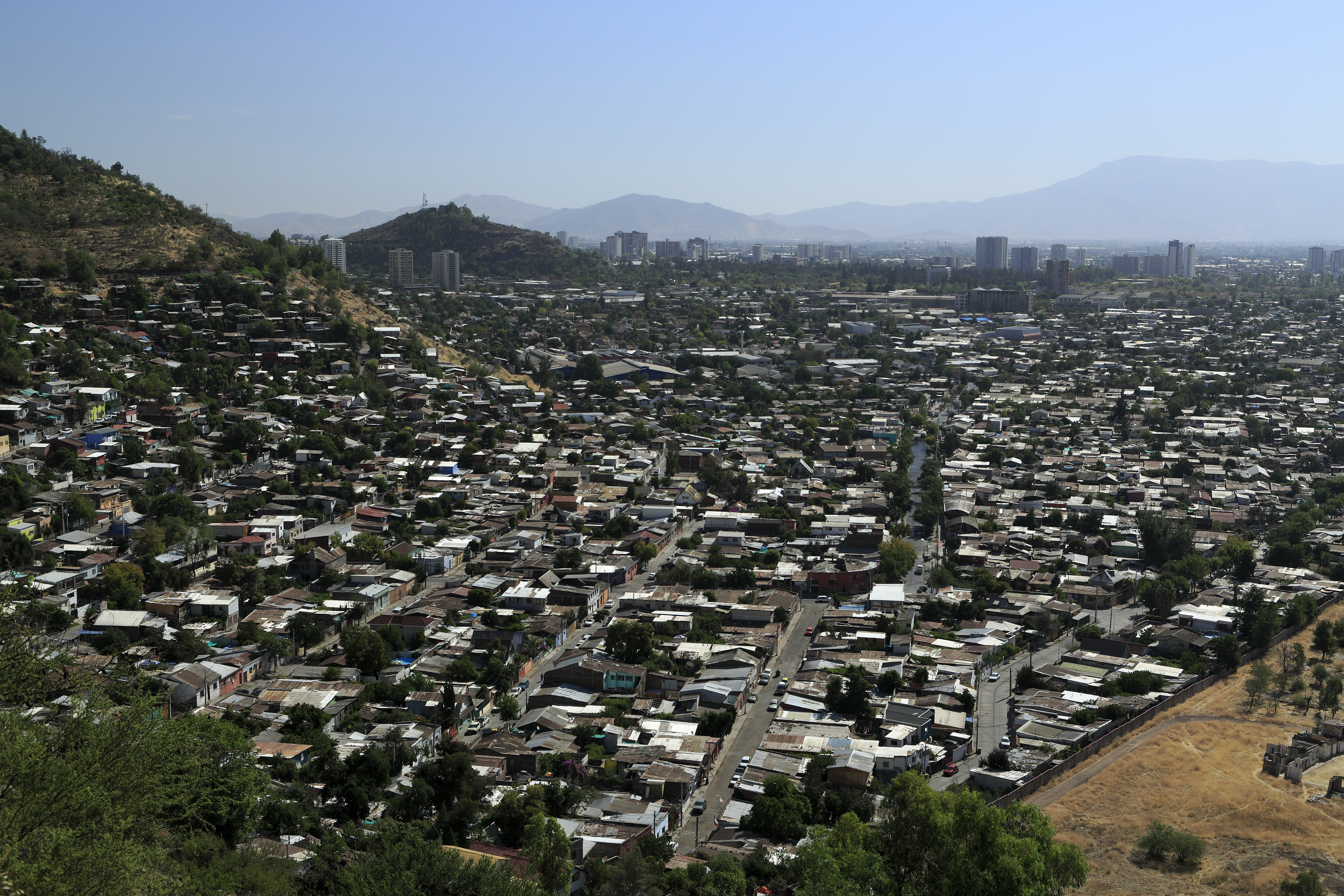
Barrio Valdivieso

Destacan como hitos comunales el sector poniente del bohemio Barrio Bellavista (la parte oriental de este barrio pertenece a la comuna de Providencia y cercano a la estación Baquedano), con una variada oferta gastronómica y cultural. También destaca, en la parte sur de la comuna los barrios comerciales de Patronato que ha acogido principalmente a comerciantes árabes (en un principio) y coreanos (en la actualidad) y el barrio de la Vega Central donde se encuentra una variada oferta gastronómica y en frutas y verduras, tanto en la misma Vega como en el mercado Tirso de Molina y sus alrededores; a ambos barrios se puede llegar por la estación Patronato del Metro de Santiago.
Dos referentes obligados de la comuna lo constituyen el Cementerio General de Santiago, lugar donde se encuentran sepultados gran parte de los Presidentes de Chile, junto con destacadas personalidades del acontecer histórico nacional y el Cementerio Católico de Santiago. También en esta comuna se encuentra el Regimiento Buin, uno de los más antiguos del país.
Un referente importante es la iglesia de la Recoleta Franciscana, dedicada a Nuestra Señora de la Cabeza, en la cual reposan los restos mortales del Siervo de Dios Andrés Filomeno García Acosta, Fray Andresito. También merece mención el Convento de la Recoleta Dominica, declarado Monumento Nacional; y la iglesia la Viñita, la más antigua de chile fundada por Inés de Suárez en el siglo XVI al lado del cerro blanco.

## Transporte
El principal eje vial de la comuna es la Avenida Recoleta, que la cruza de norte a sur, contando con gran cantidad de comercios y servicios. También cuenta con la Línea 2 del Metro de Santiago que la recorre al igual que su eje principal de norte a sur, contando con 7 estaciones:
- : Vespucio Norte • Zapadores • Dorsal • Einstein Cementerios • Cerro Blanco • Patronato.
- : Baquedano (est. 2028)
- : Puente Cal y Canto (est. 2032)

Recoleta junto a las comunas Renca, Conchalí, Quilicura, Huechuraba e Independencia pertenecía a la Zona B del Transantiago.
En 2014 el municipio decidió entrar como parte del sistema de bicicletas públicas compartidas Bikesantiago, el cual se implementó en la comuna en agosto del 2015.

## Deportes
Esta comuna cuenta con un club de fútbol profesional llamado Club de Deportes Recoleta, fundado en 2014, el cual juega actualmente en la Primera B del fútbol chileno. Pero el club oficial de la comuna desde principio del siglo XX (1903) es Santiago Morning

### Estadio
Inaugurado en el año 1945, es donde ejerce su localía Deportes Recoleta, y su nombre recuerda al histórico exfutbolista Leonel Sánchez.